# リーガ・エスパニョーラ1934-1935
この項目では、1934-1935年シーズンのリーガ・エスパニョーラ (ラ・リーガ、プリメーラ・ディビシオン)について述べる。
リーガ・エスパニョーラ1934-1935は、スペインのプロサッカーリーグ、リーガ・エスパニョーラの7回目のシーズンである。
1934年12月2日に開幕し、1935年4月28日に閉幕。ベティス・バロンピエが初優勝した。

## 1934-1935年シーズンの昇降格
| セグンダ・ディビシオンへ降格 | プリメーラ・ディビシオンへ昇格                    |
| ---------------------------- | ------------------------------------------------- |
| なし (チーム数拡大のため)    | セビージャFC (1位) アトレティコ・マドリード (2位) |

## 1934-1935年シーズンのリーガ・エスパニョーラのチーム
| クラブチーム                 | ホームタウン         | スタジアム             | 収容人数 | 監督                     |
| ---------------------------- | -------------------- | ---------------------- | -------- | ------------------------ |
| アレナス・クルブ・デ・ゲチョ | ゲチョ               | イバイオンド           | 15,540   | ジョゼップ・プラナス     |
| アスレティック・ビルバオ     | ビルバオ             | サン・マメス           | 13,065   | パトリシオ・カイセド     |
| アトレティコ・マドリード     | マドリード           | メトロポリターノ       | 22,000   | フレッド・ペントランド   |
| FCバルセロナ                 | バルセロナ           | ラス・コルツ           | 25,000   | フランツ・プラトコ       |
| ベティス・バロンピエ         | セビリア             | パトロナート・オブレロ | 9,000    | パトリック・オコネル     |
| ドノスティアFC               | サン・セバスティアン | アトーチャ             | 15,774   | ハリー・ロウ             |
| CDエスパニョール             | バルセロナ           | サリア                 | 15,774   | ラモン・トラバル         |
| マドリードFC                 | マドリード           | チャマルティン         | 22,000   | パコ・ブル               |
| オビエドFC                   | オビエド             | ブエナビスタ           | 10,000   | エミリオ・サンペレ       |
| ラシン・サンタンデール       | サンタンデール       | エル・サルディネーロ   | 9,500    | ランドルフ・ギャラウェイ |
| セビージャFC                 | セビリア             | ネルビオン             | 16,000   | ラモン・エンシナス       |
| バレンシアFC                 | バレンシア           | メスタージャ           | 17,000   | アントン・フィヴバー     |

## シーズンの流れ

### 優勝争い
最初に抜け出したのは王者アスレティック・ビルバオと、開幕戦でマドリードFCを1-0、第2節でFCバルセロナを2-1で破った昇格3年目のベティス・バロンピエだった。ビルバオが第3節で初黒星を喫するとベティスは単独首位に立った。優勝争いの経験では他チームに劣るベティスであったが、第6節アトレティコ戦で初黒星を喫しても順位は動かず、ビルバオが第12節終了時で勝ち点差7をつけられたり、同じく優勝候補のマドリードも第12節に開幕戦と同じ0-1のスコアでベティスに敗れた。ベティスを追いかける優勝候補たちは安定感に欠けていた。

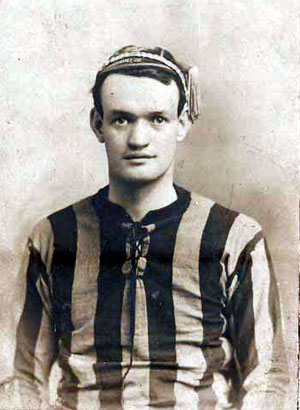
ベティス監督パトリック・オコネル。2部時代の就任から4年でチームをスペイン王者に導いた。

昨季の9位から立ち直ったバルサは第13節で首位ベティスに4-0と圧勝、勝ち点差を3に詰めたが、その次節から2分2敗を喫し脱落した。王者ビルバオは結局2連勝以上は一度も出来ず、第18節終了時に優勝の可能性が消滅し、4位に終わった。3位に入ったオビエドも高い攻撃力を誇りながら、3連勝1回が精一杯だった。
唯一ベティスを最後まで追走できたのは第15節で3位に勝ち点4差をつけたマドリードだった。同時に首位との勝ち点差を1に詰め、この2位を力強くキープ。第20節まで6連勝・8戦無敗と波に乗り、この2チームに優勝争いは絞られた。第20節はベティスがビルバオと引き分け、マドリードがバレンシアを下して勝ち点がついに並んだが、当該対戦成績でベティスが依然首位であった。
そして第21節、ホームでのアンダルシア・ダービーで宿敵セビージャFCに2-2で引き分け、行く手を阻まれた。だがラス・コルツに乗り込んだマドリードも宿敵バルサに0-5で大敗し、首位浮上のラストチャンスを逃した。そして最終節にマドリードは、降格が既に決まったアレナス・クルブ・デ・ゲチョをチャマルティンで6-0と大破し望みを繋いだが、実質的にもう手遅れだった。
ベティスの最終節はアウェイとはいえ、残留を決めてモチベーションが低下しているラシン・サンタンデールが相手で、多くは期待できず。開始5分で2点リードを奪い、主将ウナムーノがハットトリックを決めるなど、重圧を感じさせない5-0の完勝でベティスが初優勝を決めた。アンダルシア州勢で初の、そしてリーガ・エスパニョーラ史上4チーム目の王者が誕生した。
ベティスは5連勝と4連勝を1回ずつ、ラスト7試合無敗と中盤戦6試合無敗を記録し、全22節を通して連敗が一度もなかった。総失点はリーグ最少の19で、GKホアキン・ウルキアガは21試合14失点・平均失点率0.9でこちらも最少。ビルバオ、マドリードに直接対決で3勝1分と、ライバルに勝ち点を与えなかった事も最後に競り勝った要因だった。結局ベティスは3節で首位に立ってから、計20節・4か月以上も明け渡さずに優勝した。

### 残留争い
セグンダ王者のセビージャは4連勝1回を記録するなど、ベティスほどではないが着実に勝ち点を積み上げ、3試合を残して残留を決定、5位に入った。4年ぶりに1部復帰したアトレティコは序盤降格圏に沈むが、第8節に脱出してから第17節でベティスに負けるまで9試合無敗の今季最長記録を樹立、同じく余裕を持って7位で残留した。既存チームではCDエスパニョール・バレンシアFC・ドノスティアFC、昨季3位から突如低迷したラシンが下位集団を形成したが、最速で落ちたのは残留争い常連のアレナスだった。開幕から下位に低迷し、第10節で残留圏に浮上したが、それ以降8連敗を含む13試合未勝利で最下位に定着。他チームの不調により終盤まで数字的可能性は残ったが、第20節終了時に10位ラシンと勝ち点6差が付き11位以下・自動降格が決まった。
経営難に加え開幕から下位に低迷したドノスティアは、遠征人数を限界まで削ったり48歳のハリー・ロウ監督が1試合出場するなど過酷な状況下で戦っていた。2連勝で第7節に7位まで浮上、第11節にも残留圏の10位に上がるが、直後の第12節に降格圏に再転落。第15節にアレナスを直接対決で破って最下位に蹴落とし、終盤は10位ラシンを僅差で追いかけたが、第18節に敗北しラシンが勝ったため差は4に開いた。当該対戦で既にラシンに2敗したため、最終節終了時に勝ち点タイでも順位逆転は不可能になっていた。結局、続く2試合で勝ち点差は変わらず。ドノスティアは2試合を残し11位以下と降格が決定した。
一時はプリメーラ・ディビシオンの半数を占めたバスク勢だったが、イルンとアラベスに続きドノスティアとアレナスも降格。唯一アスレティック・ビルバオだけが生き残った。

## 結果

### 順位表
| 順 | チーム                           | 試 | 勝 | 分 | 敗 | 得 | 失 | 差  | 点 | 降格                                     |
| -- | -------------------------------- | -- | -- | -- | -- | -- | -- | --- | -- | ---------------------------------------- |
| 1  | ベティス・バロンピエ (C)         | 22 | 15 | 4  | 3  | 43 | 19 | +24 | 34 |                                          |
| 2  | マドリードFC                     | 22 | 16 | 1  | 5  | 61 | 34 | +27 | 33 |                                          |
| 3  | オビエドFC                       | 22 | 12 | 2  | 8  | 60 | 47 | +13 | 26 |                                          |
| 4  | アスレティック・ビルバオ         | 22 | 11 | 3  | 8  | 60 | 37 | +23 | 25 |                                          |
| 5  | セビージャFC                     | 22 | 11 | 2  | 9  | 53 | 38 | +15 | 24 |                                          |
| 6  | FCバルセロナ                     | 22 | 9  | 6  | 7  | 55 | 44 | +11 | 24 |                                          |
| 7  | アトレティコ・マドリード         | 22 | 8  | 5  | 9  | 40 | 45 | −5  | 21 |                                          |
| 8  | CDエスパニョール                 | 22 | 9  | 2  | 11 | 47 | 59 | −12 | 20 |                                          |
| 9  | バレンシアCF                     | 22 | 9  | 2  | 11 | 40 | 49 | −9  | 20 |                                          |
| 10 | ラシン・サンタンデール           | 22 | 7  | 3  | 12 | 37 | 46 | −9  | 17 |                                          |
| 11 | ドノスティアFC                   | 22 | 5  | 1  | 16 | 28 | 67 | −39 | 11 | セグンダ・ディビシオン1935–36 へ自動降格 |
| 12 | アレナス・クルブ・デ・ゲチョ (R) | 22 | 3  | 3  | 16 | 17 | 56 | −39 | 9  | セグンダ・ディビシオン1935–36 へ自動降格 |

1. 1 2  セビージャFCはFCバルセロナに対し3-1、2-3で1勝1敗のため当該対戦勝ち点が2-2で並んだが、当該対戦得失点差(合計スコア)は5-3で勝ったため順位が上になった[44][45]。
2. 1 2  CDエスパニョールはバレンシアFCに対し1-2、3-1で1勝1敗のため当該対戦勝ち点が2-2で並んだが、当該対戦得失点差は4-3で勝ったため順位が上になった[46][47]。

### 勝敗表
| ホーム / アウェイ            | ARE | ATH | ATM | BAR | BET | DON | ESP | MAD | OVI | RAC | SEV | VAL |
| ---------------------------- | --- | --- | --- | --- | --- | --- | --- | --- | --- | --- | --- | --- |
| アレナス・クルブ・デ・ゲチョ | —   | 0–1 | 3–1 | 2–2 | 0–3 | 0–1 | 0–4 | 1–2 | 1–2 | 0–1 | 3–2 | 2–1 |
| アスレティック・ビルバオ     | 8–0 | —   | 5–2 | 3–5 | 0–0 | 7–0 | 1–2 | 4–1 | 4–0 | 4–2 | 4–0 | 4–1 |
| アトレティコ・マドリード     | 3–1 | 2–2 | —   | 1–3 | 4–2 | 3–1 | 5–2 | 2–2 | 3–3 | 3–1 | 1–0 | 5–2 |
| FCバルセロナ                 | 4–0 | 2–2 | 0–0 | —   | 4–0 | 4–0 | 2–2 | 5–0 | 5–2 | 1–1 | 2–3 | 5–2 |
| ベティス・バロンピエ         | 0–0 | 1–0 | 2–0 | 2–1 | —   | 1–0 | 5–0 | 1–0 | 2–1 | 3–1 | 2–2 | 3–0 |
| ドノスティアFC               | 3–2 | 0–4 | 4–0 | 2–1 | 2–4 | —   | 1–4 | 1–2 | 3–5 | 2–3 | 0–0 | 3–1 |
| CDエスパニョール             | 2–0 | 1–3 | 0–2 | 4–1 | 1–1 | 4–1 | —   | 2–4 | 3–2 | 4–2 | 1–4 | 1–2 |
| マドリードFC                 | 6–1 | 5–2 | 2–0 | 8–2 | 0–1 | 2–0 | 7–2 | —   | 2–1 | 3–2 | 3–1 | 3–0 |
| オビエドFC                   | 4–1 | 3–2 | 2–1 | 4–3 | 0–1 | 4–0 | 8–3 | 0–3 | —   | 3–0 | 4–2 | 4–4 |
| ラシン・サンタンデール       | 0–0 | 6–0 | 2–2 | 2–3 | 0–5 | 2–1 | 2–1 | 1–2 | 1–3 | —   | 3–2 | 5–0 |
| セビージャFC                 | 4–0 | 3–0 | 4–0 | 3–1 | 0–3 | 7–2 | 5–1 | 1–3 | 3–1 | 2–0 | —   | 4–2 |
| バレンシアFC                 | 2–0 | 1–0 | 2–0 | 1–1 | 3–1 | 7–1 | 1–3 | 4–1 | 0–4 | 2–0 | 2–1 | —   |

### 昇格チーム
- エルクレスFC (セグンダ・ディビシオン1934-1935昇格プレーオフ優勝)[48]
- CAオサスナ (セグンダ・ディビシオン1934-1935・同2位)[49]

## 得点ランク・記録

### 得点ランキング
| 得点者                                 | 得点数 | 試合数 | 得点率 | チーム                   |
| -------------------------------------- | ------ | ------ | ------ | ------------------------ |
| イシドロ・ランガラ                     | 27     | 22     | 1.22   | オビエドFC               |
| フリオ・アントニオ・エリセギ           | 20     | 20     | 1.00   | アトレティコ・マドリード |
| イルデフォンソ・フェルナンド・サニュド | 20     | 17     | 1.17   | マドリードFC             |
| ギジェルモ・カンパナル                 | 20     | 21     | 0.95   | セビージャFC             |
| ジョゼー・アズクラー                   | 18     | 18     | 1.00   | FCバルセロナ             |
| バタ                                   | 17     | 21     | 0.80   | アスレティック・ビルバオ |
| フランシスコ・イリオンド               | 15     | 19     | 0.89   | CDエスパニョール         |
| ビクトル・ウナムーノ                   | 13     | 21     | 0.61   | ベティス・バロンピエ     |
| ルイス・レゲイロ                       | 13     | 21     | 0.61   | マドリードFC             |
| ホセ・イララゴーリ                     | 12     | 15     | 0.8    | アスレティック・ビルバオ |

### ハットトリック
| 選手名                                 | 所属チーム               | 達成試合                                                               | 回数 |
| -------------------------------------- | ------------------------ | ---------------------------------------------------------------------- | ---- |
| ビクトル・ウナムーノ                   | ベティス・バロンピエ     | 第22節・5-0ラシン                                                      | 1回  |
| イルデフォンソ・フェルナンド・サニュド | マドリードFC             | 第5節・7-2エスパニョール 第10節・8-2バルセロナ 第22節・6-1アレナス     | 3回  |
| ハイメ・ラスカノ                       | マドリードFC             | 第10節・8-2バルセロナ                                                  | 1回  |
| イシドロ・ランガラ                     | オビエドFC               | 第9節・3-3アトレティコ 第10節・4-0バレンシア 第11節・8-3エスパニョール | 3回  |
| エレリータ                             | オビエドFC               | 第19節・5-3ドノスティア                                                | 1回  |
| ホセ・マンダルニス                     | アスレティック・ビルバオ | 第8節・8-0アレナス                                                     | 1回  |
| バタ                                   | アスレティック・ビルバオ | 第10節・7-0ドノスティア                                                | 1回  |
| ホセ・イララゴーリ                     | アスレティック・ビルバオ | 第16節・4-2ラシン                                                      | 1回  |
| ギジェルモ・カンパナル                 | セビージャFC             | 第3節・5-1エスパニョール 第8節・3-1バルセロナ 第22節・7-2ドノスティア  | 3回  |
| マヌエル・パレンシア                   | セビージャFC             | 第20節・4-0アレナス                                                    | 1回  |
| マルティー・バントゥラー               | FCバルセロナ             | 第21節・5-0マドリード                                                  | 1回  |
| フリオ・アントニオ・エリセギ           | アトレティコ・マドリード | 第9節・3-3オビエド 第21節・5-2エスパニョール                           | 2回  |
| クリサン・ブスク                       | CDエスパニョール         | 第7節・4-0アレナス                                                     | 1回  |
| フランシスコ・イリオンド               | CDエスパニョール         | 第9節・4-1ドノスティア                                                 | 1回  |
| ヨーアン・コースタ                     | バレンシアFC             | 第21節・4-オビエド                                                     | 1回  |
| パブロ・ポンボ                         | ラシン・サンタンデール   | 第5節・5-0ビルバオ                                                     | 1回  |

### 最少失点ゴールキーパー
| 選手                 | 所属                 | 試合数 | 失点数 | 失点率 |
| -------------------- | -------------------- | ------ | ------ | ------ |
| ホアキン・ウルキアガ | ベティス・バロンピエ | 21     | 19     | 0.905  |

## できごと
- スペイン3大祭りの一つ「フェリア・デ・アブリル」開催期間中の1935年4月28日午後、「ベティス優勝」の速報がセビリア市内に届いて大騒ぎになった。後日チームが街に戻り市庁舎での報告会なども行い盛大に祝ったので、例年のフェリアより一つ出し物が増えたような珍しい年だったそうである[73][74][75]。
- 経費削減に悩むドノスティアFCはアウェイでの第17節バレンシアFC戦に選手11人のみで遠征したが、うち一人が体調不良で欠場。48歳226日を迎えていたハリー・ロウ監督がやむなく11人目の選手として先発フル出場したが、不調のチームは開始早々に先制され81分には0-7とリードされた。その後ロウ監督のアシストからマヌエル・オリバレスが1点を返すのがやっとだった。ロウ監督はこの1試合だけの現役復帰でリーガ・エスパニョーラ最年長出場記録を樹立したが、経営もチーム成績も低迷した今シーズンを象徴するような出来事でもあった。